# 主显圣容主教座堂 (圣彼得堡)

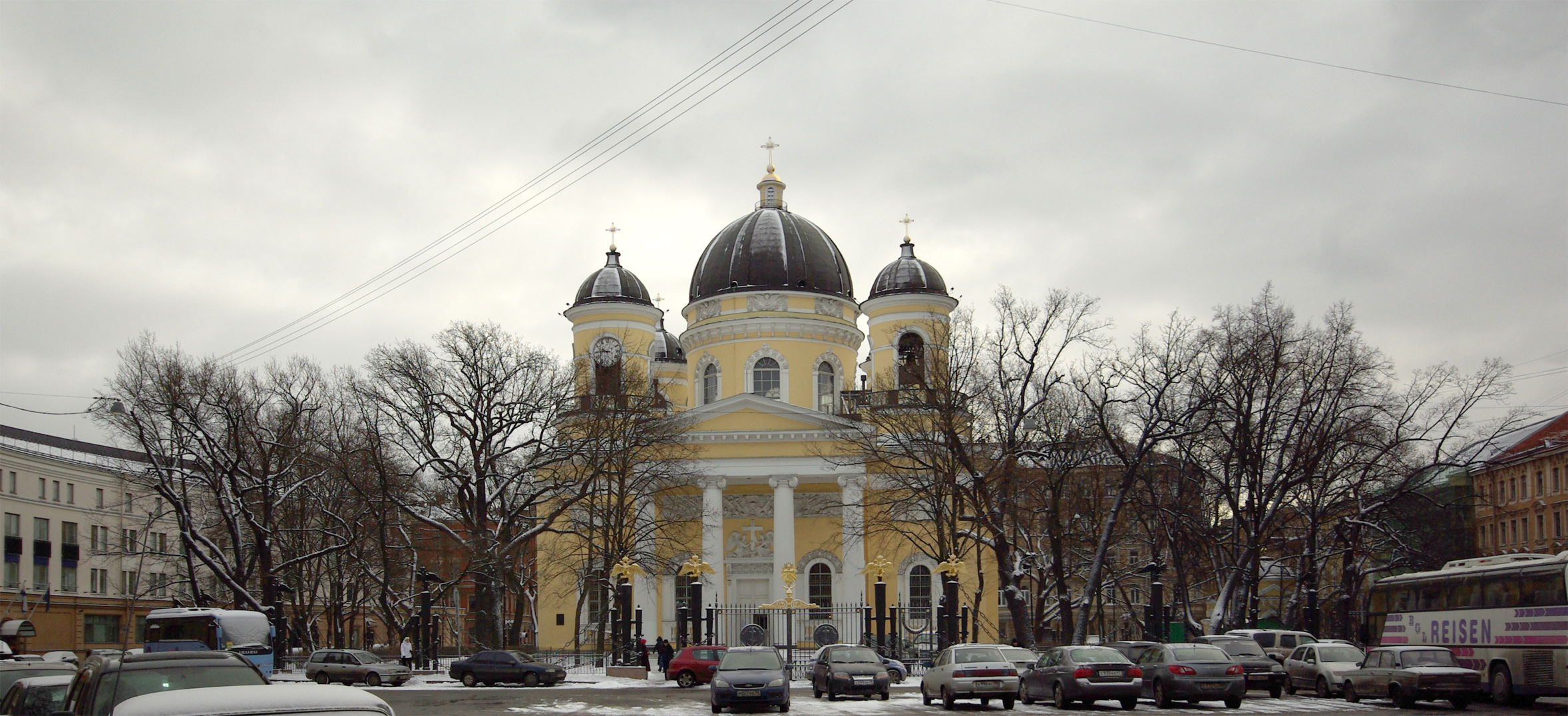
主显圣容主教座堂

主显圣容主教座堂（俄语：собор Преображения Господня всей гвардии）是圣彼得堡的一座东正教教堂，位于铸造厂大街旁的同名广场上，靠近Chernyshevskaya地铁站。与大多数俄罗斯的礼拜场所不同，这座教堂从未停止礼拜。主显圣容广场和附近的一条小巷（从前称为教堂巷，现在称为主显圣容巷）都以它得名。

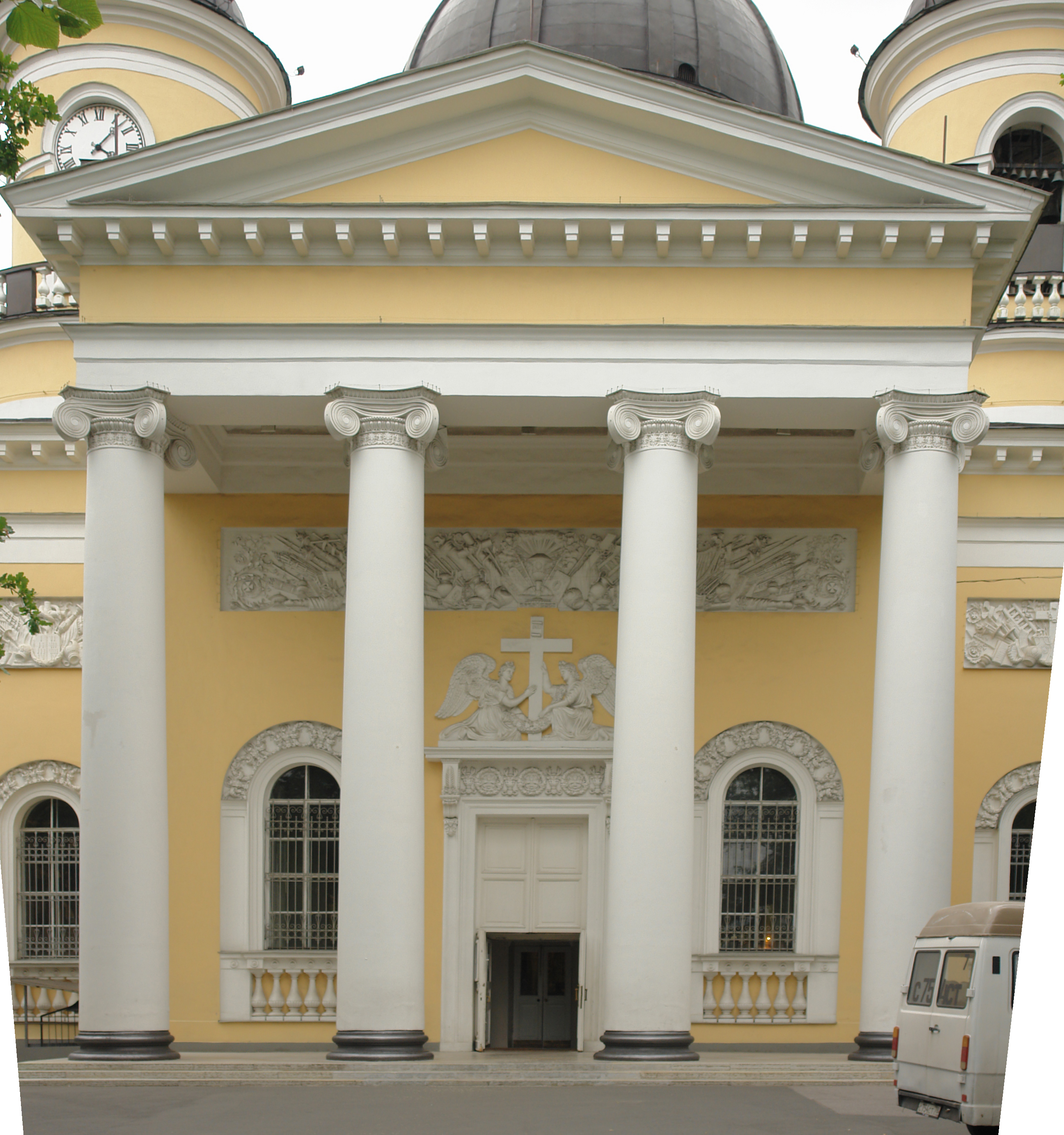
西柱廊
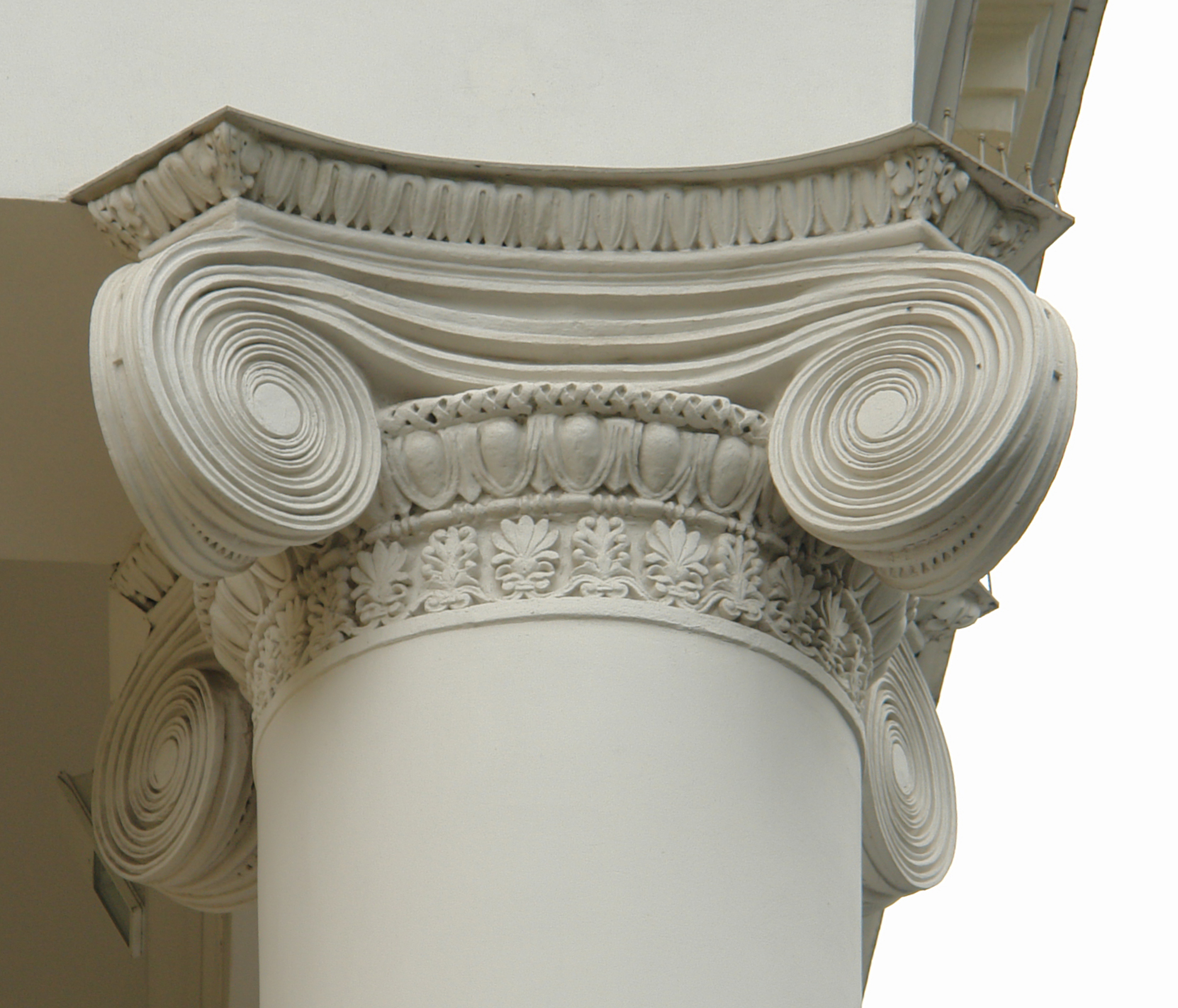
柱头
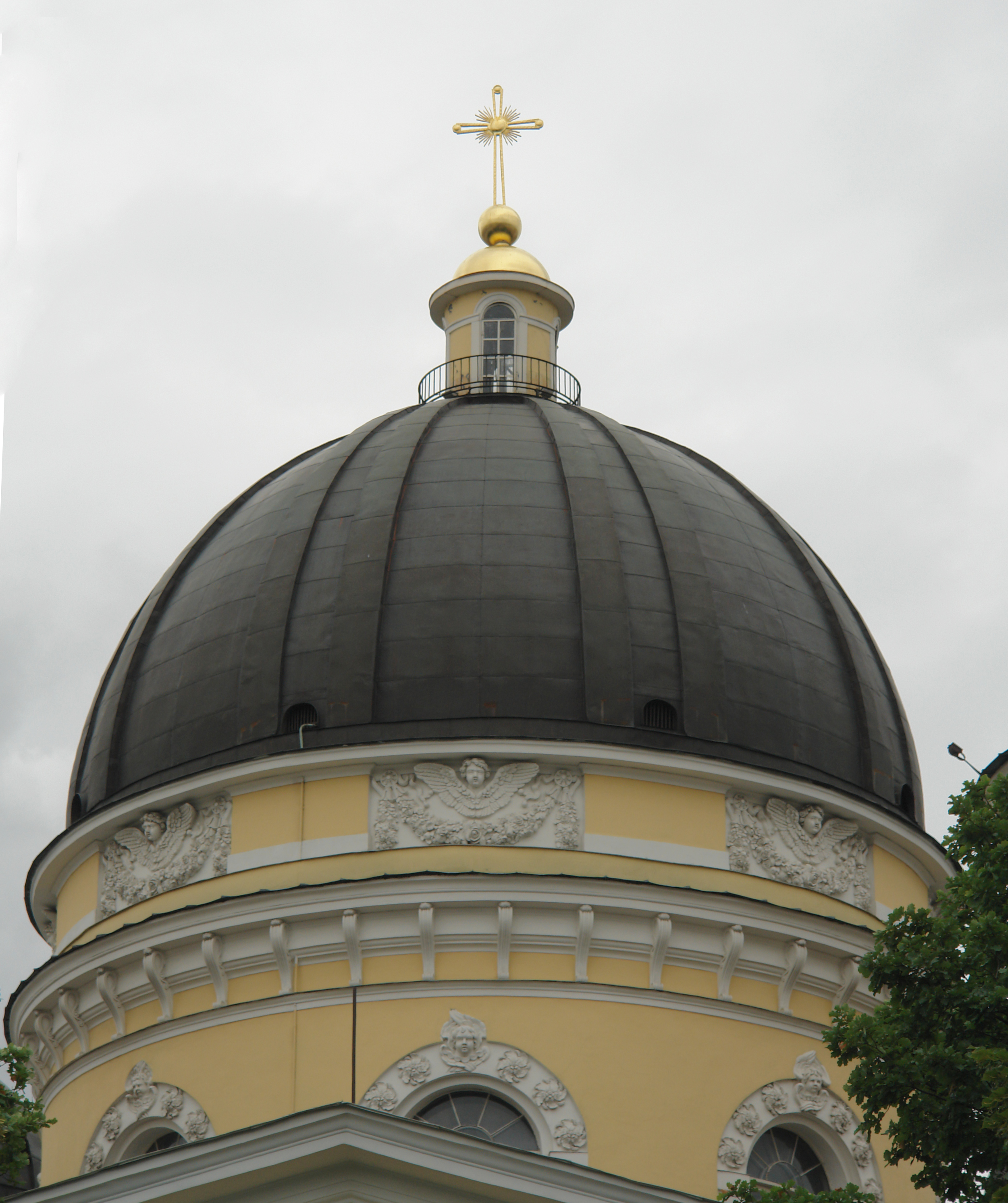
圆顶